# BeNe-league ijshockey 2017/18
De BeNe-league ijshockey 2017/18 was de derde editie van deze ijshockeycompetitie die gezamenlijk wordt georganiseerd door de Koninklijke Belgische IJshockey Federatie (KBIJF) en IJshockey Nederland (IJNL, voorheen NIJB). In deze competitie wordt behalve om de competitietitel ook gestreden om de landstitels in beide landen. Voorheen geschiedde dit in de Belgische Elite league en de Nederlandse Eredivisie ijshockey.
De reguliere competitie met vier Belgische en negen Nederlandse clubs ging van start op zaterdag 30 september, zes dagen na de openingswedstrijd van het ijshockeyseizoen in Nederland om de Ron Bertelingschaal en een dag later dan de start van de Nederlandse bekercompetitie op vrijdag 29 september. De start van de Belgian Cup om de KBIJF beker, met de vier BeNe-league teams en twee teams uit Division-1 van dit seizoen (Cold Play Sharks Mechelen en Turnhout Tigers) als deelnemers, vond plaats op zaterdag 23 september. Ten opzichte van het vorige seizoen ontbrak de Nederlandse club GIJS Groningen, dat seizoen nog nieuwkomer.
De finale van de BeNe-league ging dit jaar tussen Hijs Hokij Den Haag, de verliezend finalist van 2017, en UNIS Flyers Heerenveen, de verliezend finalist van 2016 en winnaar van 2017. Hijs Hokij schakelden in de halve finale AHOUD Devils Nijmegen uit, de Flyers Bulldogs Luik. Hijs Hokij zegevierde na vier duels in de best-of-5 serie en werd hiermee de derde BeNe-league winnaar na REPLAY HYC Herentals (2015/16) en de Flyers (2016/17).
Het eerste team van Destil Trappers Tilburg, nam voor het derde opeenvolgende seizoen niet deel aan deze competitie. Dit team speelde net als de beide vorige seizoenen geheel buiten de Nederlandse grenzen; het team kwam uit in de Oberliga-Nord, op het derde niveau in het Duitse ijshockey. Wel nam het "toekomstteam" van deze club voor het derde opeenvolgende seizoen deel aan de competitie.

## Competitie
Opzet
De opzet was dit seizoen gewijzigd ten opzichte van de beide vorige seizoenen. Alle dertien teams kwamen uit in één poule. Hier binnen werd een enkele competitie gespeeld (thuis-/uitwedstrijden). Het totaal behaalde punten uit deze 24 wedstrijden bepaalde de competitie eindstand.
Hierna volgde de knock-outfase tussen de top-8. In de kwartfinale werd in een best-of-3 gespeeld volgens schema: A = 1-8, B = 2-7, C = 3-6, D = 4-5. Ook de halve finale werd in een best-of-3 gespeeld volgens schema: A-D, B-C. De finale werd beslist in een best-of-5. Het thuisvoordeel gold telkens voor de hoogst geëindigde club in de competitie.
Puntentelling
Een gewonnen wedstrijd leverde drie punten op. Bij een gelijkspel volgde een verlenging (3-tegen-3) van maximaal vijf minuten, eventueel gevolgd door een penaltyshoot-out. Het team dat scoorde won de wedstrijd met één doelpunt verschil. De winnaar kreeg twee punten, de verliezer één punt.

### Eindstand
AW = aantal wedstrijden
W = winstpartij (3 punten)
GW = gelijk en gewonnen na verlenging (2 punten)
GV = gelijk en verloren na verlenging (1 punt)
V = verloren partij (0 punten)
Pnt = totaal punten
V-T = doelpunten voor/tegen
| #  | Club                               | AW | W  | GW | GV | V  | Pnt | V-T     |
| -- | ---------------------------------- | -- | -- | -- | -- | -- | --- | ------- |
| 01 | Hijs Hokij Den Haag                | 24 | 20 | 03 | 0  | 01 | 066 | 165-71  |
| 02 | UNIS Flyers Heerenveen             | 24 | 18 | 01 | 01 | 04 | 057 | 135-57  |
| 03 | Bulldogs Liège                     | 24 | 17 | 01 | 01 | 05 | 054 | 160-104 |
| 04 | Era Renomar HYC Herentals          | 24 | 15 | 02 | 01 | 06 | 050 | 122-78  |
| 05 | AHOUD Devils Nijmegen              | 24 | 15 | 0  | 01 | 08 | 046 | 113-95  |
| 06 | Laco Eaters Limburg                | 24 | 12 | 02 | 02 | 08 | 042 | 098-77  |
| 07 | Amsterdam Tigers                   | 24 | 10 | 01 | 01 | 12 | 033 | 105-125 |
| 08 | Chiefs Leuven                      | 24 | 08 | 0  | 02 | 12 | 030 | 089-124 |
| 09 | Dolphin Kemphanen Eindhoven        | 24 | 08 | 0  | 02 | 14 | 026 | 104-123 |
| 10 | Antwerp Phantoms                   | 24 | 07 | 01 | 0  | 15 | 023 | 091-124 |
| 11 | Zoetermeer Panters                 | 24 | 05 | 02 | 01 | 16 | 020 | 110-110 |
| 12 | Tilburg Trappers TT (toekomstteam) | 24 | 04 | 02 | 02 | 15 | 018 | 075-125 |
| 13 | Red Eagles 's-Hertogenbosch        | 24 | 0  | 0  | 0  | 24 | 000 | 022-176 |

### Uitslagen
| Club                        | AMST   | ANTW   | BULL   | CHIE   | DEVI   | EATE   | FLYE | HIJS   | HYC    | KEMP   | RED/E | TILB   | ZOET |
| --------------------------- | ------ | ------ | ------ | ------ | ------ | ------ | ---- | ------ | ------ | ------ | ----- | ------ | ---- |
| Amsterdam Tigers            |        | 5-6 ps | 9-7    | 9-3    | 7-6    | 2-6    | 2-4  | 4-5    | 5-6    | 7-6    | 7-3   | 8-2    | 4-1  |
| Antwerp Phantoms            | 4-6    |        | 4-8    | 5-3    | 1-4    | 3-4    | 3-12 | 3-5    | 2-4    | 2-3    | 3-0   | 7-3    | 7-6  |
| Bulldogs Liège              | 8-3    | 12-4   |        | 6-3    | 8-5    | 3-6    | 3-6  | 6-7 nv | 7-3    | 8-3    | 6-0   | 10-1   | 7-5  |
| Chiefs Leuven               | 5-1    | 4-7    | 2-3 nv |        | 4-5    | 1-5    | 3-8  | 3-7    | 1-10   | 5-4    | 3-1   | 9-1    | 6-5  |
| Devils Nijmegen             | 5-2    | 4-1    | 5-7    | 13-1   |        | 5-2    | 3-4  | 0-8    | 6-4    | 8-5    | 5-0   | 6-4    | 6-1  |
| Eaters Geleen               | 2-4    | 6-5    | 7-8    | 5-6    | 1-2    |        | 0-4  | 3-4 nv | 3-0    | 4-2    | 4-0   | 8-1    | 8-3  |
| Flyers Heerenveen           | 9-1    | 7-3    | 8-3    | 6-0    | 9-1    | 3-2 ps |      | 2-3    | 4-5 nv | 3-4    | 12-0  | 5-0    | 3-2  |
| Hijs Hokij Den Haag         | 10-1   | 13-3   | 7-3    | 4-3    | 8-5    | 8-2    | 3-1  |        | 5-2    | 7-6    | 11-2  | 6-5 nv | 7-6  |
| HYC Herentals               | 8-1    | 5-3    | 3-4    | 5-4 ps | 6-1    | 3-4 nv | 8-2  | 7-4    |        | 8-5    | 5-0 r | 3-0    | 4-2  |
| Kemphanen Eindhoven         | 5-2    | 3-7    | 3-8    | 5-6    | 3-5    | 7-4    | 2-5  | 1-4    | 5-3    |        | 8-1   | 4-7    | 5-3  |
| Red Eagles 's-Hertogenbosch | 0-5    | 1-7    | 1-10   | 1-5    | 1-5    | 0-6    | 1-7  | 0-17   | 1-8    | 4-5    |       | 1-8    | 2-13 |
| Tilburg Trappers TT         | 5-6 ps | 4-2    | 6-8    | 3-5    | 4-3 nv | 1-3    | 3-8  | 0-8    | 2-4    | 5-4 nv | 8-2   |        | 5-2  |
| Zoetermeer Panters          | 9-4    | 6-1    | 3-7    | 5-4 nv | 4-5    | 2-3 nv | 2-3  | 3-4    | 7-8    | 7-6 nv | 8-0   | 5-1    |      |

 nv = na verlenging (over time) 
 ps = na penalty shoot-out 
 r = reglementaire uitslag 

### Knock-outfase

#### Kwartfinale
De kwartfinale tussen de top-8 van de competitie werd beslist in een best-of-3 serie. Het wedstrijdschema was vooraf als volgt bepaald: wedstrijd A = 1-8, wedstrijd B = 2-7, wedstrijd C = 3-6, wedstrijd D = 4-5. De hoogst geëindigde teams verkregen het thuisvoordeel.
|   | Datum | Thuisteam           | Uitslag | Periodestanden | Uitteam             |  |
| - | ----- | ------------------- | ------- | -------------- | ------------------- |  |
| A | 02/03 | Hijs Hokij Den Haag | 10-4    | 4-0, 4-2, 2-2  | Chiefs Leuven       |  |
| A | 03/03 | Chiefs Leuven       | 4-6     | 1-3, 1-1, 2-2  | Hijs Hokij Den Haag |  |
| A |       |                     |         |                |                     |  |
| B | 02/03 | Flyers Heerenveen   | 5-1     | 3-0, 0-1, 2-0  | Amsterdam Tigers    |  |
| B | 04/03 | Amsterdam Tigers    | 4-5     | 2-0, 1-4, 1-1  | Flyers Heerenveen   |  |
| B |       |                     |         |                |                     |  |
| C | 03/03 | Bulldogs Liège      | 4-0     | 2-0, 1-0, 1-0  | Eaters Geleen       |  |
| C | 04/03 | Eaters Geleen       | 2-6     | 1-3, 1-3, 0-0  | Bulldogs Liège      |  |
| C |       |                     |         |                |                     |  |
| D | 02/03 | Devils Nijmegen     | 5-6     | 1-2, 2-2, 2-2  | HYC Herentals       |  |
| D | 04/03 | HYC Herentals       | 2-3 nv  | 1-0, 1-1, 1-1  | Devils Nijmegen     |  |
| D | 06/03 | HYC Herentals       | 1-2 ps  | 0-0, 1-0, 0-1  | Devils Nijmegen     |  |

 nv = na verlenging (over time) 
 ps = na penalty shoot-out 

#### Halve finale
De halve finale werd ook beslist in een best-of-3 serie. Het wedstrijdschema was vooraf als volgt bepaald; winnaars A-D en B-C. De hoogst geëindigde teams in de competitie verkregen het thuisvoordeel.
| Datum | Thuisteam           | Uitslag | Periodestanden | Uitteam             |
| ----- | ------------------- | ------- | -------------- | ------------------- |
| 09/03 | Hijs Hokij Den Haag | 6-1     | 2-0, 2-0, 2-1  | Devils Nijmegen     |
| 11/03 | Devils Nijmegen     | 0-8     | 0-5, 0-2, 0-1  | Hijs Hokij Den Haag |
|       |                     |         |                |                     |
| 09/03 | Flyers Heerenveen   | 2-1     | 0-0, 1-1, 1-0  | Bulldogs Liège      |
| 11/03 | Bulldogs Liège      | 2-5     | 1-2, 0-1, 1-2  | Flyers Heerenveen   |

#### Finale
De finale werd beslist in een best-of-5 serie. Het hoogst geëindigde team in de reguliere competitie verkreeg het thuisvoordeel.
| Datum | Thuisteam           | Uitslag | Periodestanden | Uitteam             |
| ----- | ------------------- | ------- | -------------- | ------------------- |
| 16/03 | Hijs Hokij Den Haag | 4-2     | 1-1, 1-1, 2-0  | Flyers Heerenveen   |
| 18/03 | Flyers Heerenveen   | 3-1     | 1-0, 0-1, 2-0  | Hijs Hokij Den Haag |
| 20/03 | Hijs Hokij Den Haag | 2-1 ps  | 0-0, 0-0, 1-1  | Flyers Heerenveen   |
| 24/03 | Flyers Heerenveen   | 1-5     | 0-0, 0-2, 1-3  | Hijs Hokij Den Haag |

 ps = na penalty shoot-out 

## Landskampioenschap van België
In navolging van de “Final-4” die in Nederland het vorige seizoen werd geïntroduceerd, speelden de vier Belgische clubs in de BeNe-league dit seizoen ook middels dezelfde formule om het landskampioenschap. Deze wedstrijden vonden plaats in het Kempens Netepark te Herentals voorafgaand aan de knock-outfase in de BeNe-league. In de halve finale speelden de nummers “1” en “4” en de nummers “2” en “3” tegen elkaar.
De finale werd gespeeld tussen Bulldogs Liége en HYC Herentals, ook weer de beide finalisten van de op 3 februari in het Mediacité-stadion te Luik gespeelde finale van de Belgische ijshockeybeker welke door Bulldogs Luik -voor het vijfde opeenvolgende seizoen finalist- werd veroverd middels een 4-2 overwinning. HYC Herentals prolongeerde de landstitel, hun derde opeenvolgende en dertiende in totaal.
|              | Datum | Winnaar        | Uitslag | Periodestanden | Verliezer        |
| ------------ | ----- | -------------- | ------- | -------------- | ---------------- |
| Halve finale | 24/02 | Bulldogs Liège | 8-2     | 2-2, 1-0, 5-0  | Antwerp Phantoms |
| Halve finale | 24/02 | HYC Herentals  | 14-4    | 5-2, 4-1, 5-1  | Chiefs Leuven    |
|              |       |                |         |                |                  |
| Finale       | 25/02 | HYC Herentals  | 5-1     | 1-0, 3-1, 1-0  | Bulldogs Liège   |

## Landskampioenschap van Nederland
Voor de tweede opeenvolgende keer werd het landskampioenschap beslist in de "Final-4", een knock-outtoernooi tussen de vier hoogst geëindigde Nederlandse clubs in de reguliere competitie van de BeNe-league. Deze wedstrijden vonden plaats in ijsstadion Thialf te Heerenveen voorafgaand aan de knock-outfase in de BeNe-league. In de halve finale speelden de nummers “1” en “4” en de nummers “2” en “3” tegen elkaar.
De finale werd gespeeld tussen Hijs Hokij en Flyers Heerenveen, ook de beide finalisten van het bekertoernooi. Hijs Hokij Den Haag behaalde de landstitel, de elfde in de clubgeschiedenis.
|              | Datum | Winnaar             | Uitslag | Periodestanden | Verliezer         |
| ------------ | ----- | ------------------- | ------- | -------------- | ----------------- |
| Halve finale | 24/02 | Flyers Heerenveen   | 5-3     | 3-0, 0-3, 2-0  | Devils Nijmegen   |
| Halve finale | 24/02 | Hijs Hokij Den Haag | 6-0     | 2-0, 3-0, 1-0  | Eaters Geleen     |
|              |       |                     |         |                |                   |
| Finale       | 25/02 | Hijs Hokij Den Haag | 1-0     | 0-0, 0-0, 1-0  | Flyers Heerenveen |